# اسکات دارتون
اسکات دارتون (انگلیسی: Scott Darton؛ زادهٔ ۲۷ مارس ۱۹۷۵) بازیکن فوتبال اهل بریتانیا است.
از باشگاه‌هایی که در آن بازی کرده‌است می‌توان به باشگاه فوتبال وست برومویچ آلبیون، باشگاه فوتبال ایپسوییچ واندررز، باشگاه فوتبال بلکپول، باشگاه فوتبال چلمزفورد سیتی، باشگاه فوتبال هیبریج، و باشگاه فوتبال سنت آلبنز سیتی اشاره کرد.